# Olivar del Conde

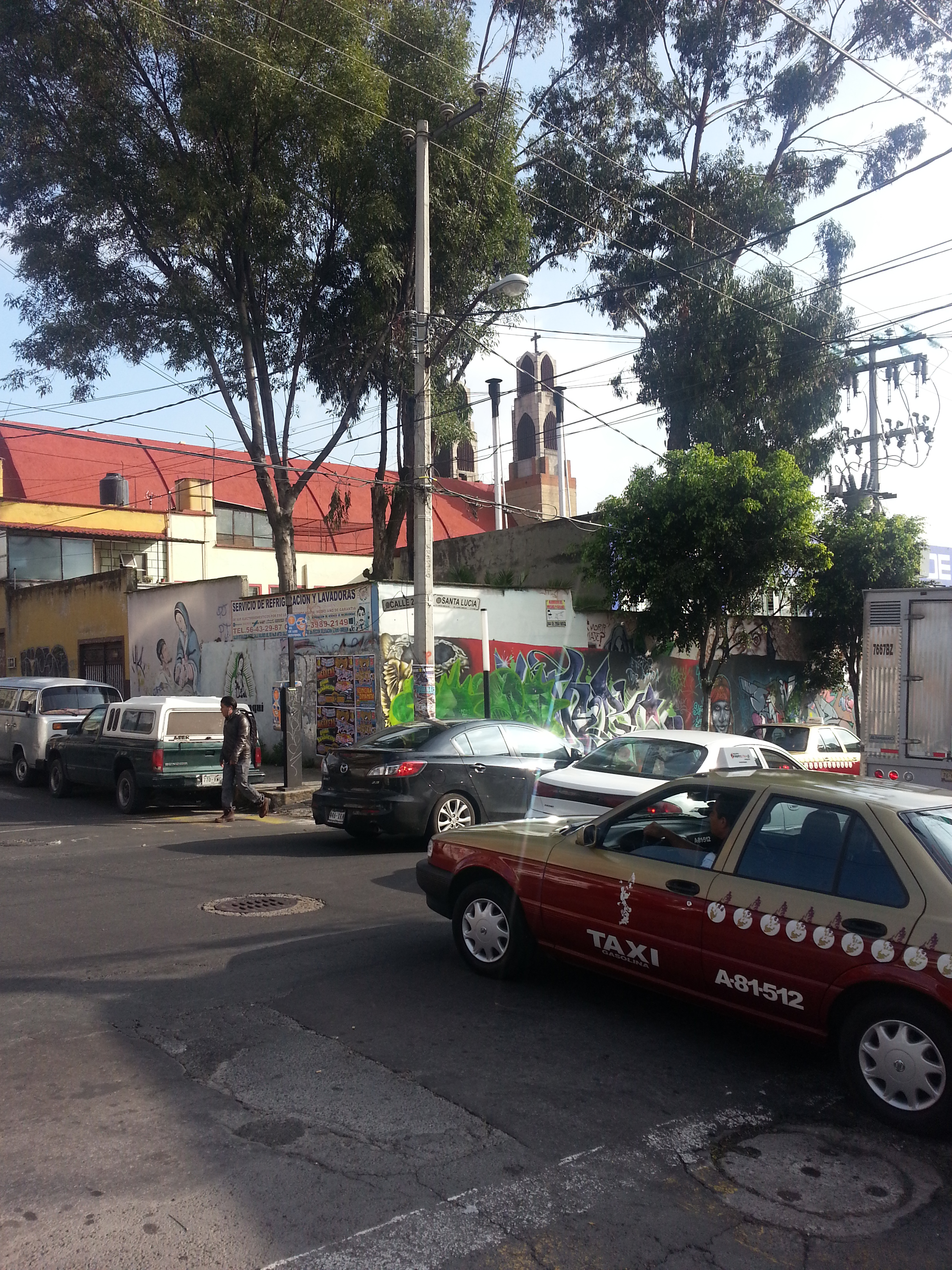
Una calle en la Colonia Olivar del Conde, en la actualidad.

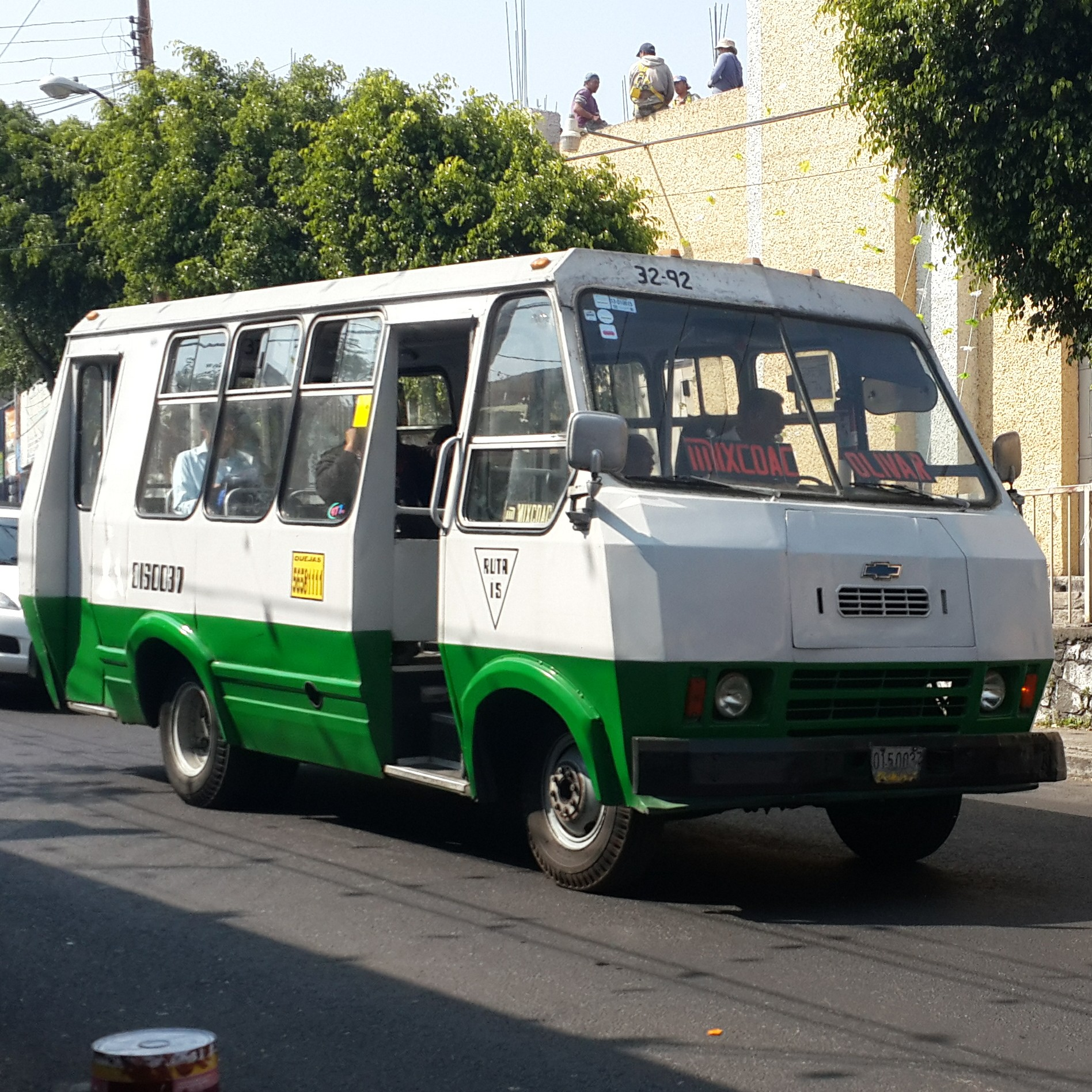
Ruta 15, principal transporte público que atraviesa la colonia Olivar del Conde.

Colonia Olivar del Conde es el nombre de una localidad de la delegación Álvaro Obregón, ubicada en Ciudad de México. 

## Origen del nombre
Su nombre proviene del olivar que le fue otorgado a Altamirano, primo de Hernán Cortés, quien por sus servicios prestados a la Corona recibió, el 31 de julio de 1528, dos aranzadas de tierra para árboles y viñas entre Tacubaya y Coyoacán. En 1616, la familia Velasco Altamirano consiguió el título de Condes de Santiago de Calimaya; en consecuencia, la propiedad se conoció como el Olivar del Conde.

## Origen e historia
El territorio que abarca la Colonia Olivar del Conde fue propiedad de Dolores Marín, viuda de Quintana. La loma, que abarcaba desde los alrededores de lo que hoy se conoce como Alta Tensión hasta la Calle 36 de la segunda sección de la colonia, le fue heredada al enviudar. Tiempo después, al contraer matrimonio con su apoderado, el licenciado Manuel Quintana Bazán, decidió poner a la venta dicho predio, nombrando a unos representantes cuya labor principal era recoger las aportaciones obtenidas por los primeros colonos.
Posteriormente se hace evidente el fraude que cometen estos representantes, ya que no querían reconocer las aportaciones que muchos de los pobladores ya habían realizado desde su llegada.
La primera sección urbanizada de la colonia abarcaba una manzana antes de llegar a Alta Tensión hasta la glorieta del Olivar del Conde, conocida como Plaza las Rosas. El único medio de transporte público existente en ese momento llegaba hasta este punto. Posteriormente se construyeron más caminos entre la terracería para ampliar la red de transporte hasta la segunda sección, que se inicia en la glorieta de Plaza las Rosas y finaliza en la calle 36. Posteriormente, los colonos obtuvieron el apoyo de las autoridades para establecer la ruta de transporte público Mixcoac-Olivar del Conde, que ofrecía una conexión más directa entre la colonia y las zonas donde los habitantes tenían sus empleos. Además del transporte se habilitaron otros servicios como el agua, la luz eléctrica y el drenaje. En el caso del agua, se construyeron fuentes para que la gente pudiera abastecerse, sin toma directa desde los hogares.  Las tomas de agua estaban en las esquinas de diferentes calles de la Avenida Hidalgo a las que acudía la gente con sus botes para llevarlos a mano y algunos con el uso de 
"aguantadores" (palo o tira gruesa y resistente de madera que servía para cargar sobre los hombros 2 botes -uno en cada extremo - enganchados a un lazo).
Aproximadamente entre 1971 y 1973 se realizaron excavaciones a lo largo de la Avenida Hidalgo para instalar tuberías de concreto -de aproximadamente 1 metro de diámetro- para desalojar el drenaje de las casas y también coladeras para el agua pluvial evitando encharcamientos.   Unos dos años después se sembraron cientos de árboles sobre la Avenida Hidalgo y otras calles aledañas pero la falta de conciencia de los pobladores hizo que la mayoría no se lograran.

## Edificios más significativos
Entre las construcciones de la Colonia Olivar del Conde se pueden destacar las siguientes:
- La Parroquia de Nuestra Señora del Sagrado Corazón, cuya construcción fue iniciada a partir del 16 de abril 1953 con la colocación de la primera piedra (el 8 de septiembre de 1958 se fundó la comunidad Vicentiana con Antonio Prol Gómez como primer párroco que decidió junto con el Arzobispo dedicar la parroquia a Nuestra Señora del Sagrado Corazón y Santa Cecilia); la iglesia abrió sus puertas al público en 1960 y está localizada en la calle de 22, casi esquina con Avenida Santa Lucía.[3]
- La Iglesia de Santa Cecilia cuya construcción inició el 11 de noviembre de 1951, está ubicada en la Avenida Santa Lucía, entre las Calles 21 y 20.

- La Escuela Primaria Héroes de la Naval, localizada en la Primera Sección del Olivar del Conde: una de las escuelas públicas más viejas de la Colonia.[4]

- La Escuela Primaria Juan Antonio Mateos, ubicada en Av. Hidalgo, entre calle 28 y 29 de la Col. Olivar del Conde, 2a sección, Delegación Álvaro Obregón.[5]

- La Escuela Primaria República del Congo (que los pobladores conocían como "la escuela chiquita"), ubicada en Avenida Hidalgo, esquina Calle 30, Col. Olivar del Conde, 2ª. Sección, Delegación Álvaro Obregón.
- El Kinder "Virginia Monasterio" que se ubicaba en la esquina de la Avenida Hidalgo y la Calle 30 (en la contraesquina de la escuela primaria República del Congo).

- La Escuela Primaria Maestro Candor Guajardo

(inaugurada en 1969) ubicada en Av. Hidalgo y Calle 36 s/n, al límite con el fraccionamiento Colinas del Sur, Delegación Álvaro Obregón.
- La Escuela Secundaria

111 Alejandro Von Humboldt ubicada en Av. Santa Lucía y Calle 27, Olivar del Conde 2a Sección, Olivar del Conde, limitando con la actual colonia fraccionamiento Colinas del Sur.

- Mercado del Olivar del Conde inició su construcción en 1969 y fue aperturado en 1970.
- Sociedad Mexicana de Puericultura.

## Actividad comercial y cultural

### Actividad comercial
En los primeros años de la Colonia Olivar del Conde, la población carecía de una actividad comercial establecida, por lo que muchos residentes debían desplazarse a otras colonias para abastecerse de productos básicos. Existen datos que complementan esta cita en la cual mencionan que la gente acudía al mercado 6 de enero ubicado en Av. Rosa Blanca para conseguir los artículos necesarios en la familia. Cabe mencionar que una parte de la población también fungía como productora, puesto que en ese tiempo la colonia era rica en algunos nutrientes es que podía llevarse a cabo la siembra de algunas plantas y la procreación de algunos animales de granja.
En aquellos tiempos los pobladores adquirían leche de vaca en los establos que se establecieron en la colonia, uno de ellos ubicado en la Avenida Hidalgo esquina con Calle 26, otro sobre la Avenida Santa Lucia casi esquina con Calle 27 (a una calle de la Secundaria 111) y el otro por la Calle 21  (Dolores del Río) a dos calles dirección norte del Mercado del Olivar.
Aún en la actualidad en la colonia existen algunas personas por lo regular con tendencias de aquellos inicios, que siguen practicando algunas actividades de este tipo, sin embargo, podemos catalogar a la colonia como un lugar urbanizado en un 80% de su totalidad. 
En cuanto a las panaderías, los pobladores de la 2a Sección del Olivar del Conde adquirían su pan recién horneado en la panadería Bety ubicada sobre la Avenida Hidalgo entre las calles 26 y 27.  Aproximadamente por 1972 se inauguró una más grande: la panadería El Olivar ubicada en la esquina de la Avenida Santa Lucia y Calle 22 (a 10 metros de la Iglesia del Sagrado Corazón).
Existió también un molino de maíz a un lado de la Iglesia del Sagrado Corazón que surtía masa a varias tortillerías, posteriormente un nuevo y más grande molino ubicado en la esquina de la Avenida Hidalgo y Calle 28.
En cuanto a las mueblerías, una de las más conocidas, era la mueblería Hidalgo ubicada sobre la Avenida Hidalgo entre las Calles 24 y 25.
Hoy en día es posible ver que la colonia cuenta con un mercado amplio en franquicias tales como: cafés, restaurantes, fuentes de refrescos, neverías, refaccionarias, talleres mecánicos, agencias de autos, supermercados, algunas fábricas pequeñas como A.M. Roma S.A. de .CV, Ríos Rocha S.A. de C.V., de los cuales han hecho fama en el rumbo. Al día de hoy se tiene un mercado de abastecimiento popular, mismo que fue estructurado alrededor de los años 70 por las necesidades de abastecimiento de la gente, el cual se encuentra ubicado en Agustín Lara y avenida Santa Lucía 2a sección Álvaro Obregón México, D.F. el cual está asentado una de las minas más grandes de esa demarcación.

### Actividad cultural y Entretenimiento
En los años 60 y 70 llegaban distintas ferias con juegos mecánicos cuyo atractivo principal era la "rueda de la fortuna", las "tasas" y algunas con las "sillas voladoras", sin faltar el "carrusel de los caballitos" además del tiro al blanco con rifles de municiones. Esas "ferias" se instalaban en lotes baldíos principalmente en la esquina de la Avenida Hidalgo y Calle 25 y otra -en diferente fecha- en la esquina de la Avenida Hidalgo y Calle 28 (esta última llevaba los "Futbolitos"  - mesas tipo billar que se popularizaron a raíz del Mundial de Futbol México 70 con muñecos 
de plomo sostenidos por barras de acero que servían para moverlos y patear la pelota sólida específicamente fabricada para ese juego-).
Principalmente en los domingos las familias y grupos de niños iban "al campo" a jugar y a chapotear en el arroyo que aún llevaba agua limpia. El Campo era un bonito y abundante bosque ubicado en una cañada en el que predominaban los pinos, los árboles de eucalipto, árboles de tejocote y otras especies. 
Abarcaba al norte colindando con la Secundaria 111 y Avenida Santa Lucia, al sur con Lomas de Plateros y al Oeste con la Presa Mixcoac (localizada a la altura de la Colonia Piloto).  Entre 1971 y 1972 ese hermoso bosque ("El Campo") fue arrasado con maquinaria pesada para urbanizar el fraccionamiento Colinas del Sur...
Cabe destacar que a inicios y mediados de los años 70 en la época navideña sobresalía la ofrenda navideña o "nacimiento" que ponía en su ventana -a la vista de todo el público- un vecino de la Calle 25 esquina con Avenida Hidalgo y que rivalizaba en calidad y era tan atractivo como el nacimiento que se ponía en la Iglesia del Sagrado Corazón; ambos colocados en una maqueta muy detallada con figuras de los personajes bíblicos (el Niño Dios, María y José, los tres Reyes Magos, etc.), así como ovejas, patos y demás animales de granja; todos hechos a escala con gran detalle y calidad.

En la actualidad como parte contra cultural la colonia cuenta con un centro de actividades comunitarias, se encuentran en la zona de la esquina de la Calle 20 esquina Avenida Hidalgo anteriormente prestaba sus instalaciones para formar la Subdelegación en donde actualmente se imparten diversas actividades por parte del GDF (Gobierno del Distrito Federal)con costos económicos al alcance de la gente, siendo así algunas de ellas como: karate , preparatoria abierta, licenciaturas, enfermería, puericultura, gastronomía, clases de secretariado, clases de baile (salón, y moderno). También cuenta con algunos servicios de salud: optometrista, dentista, camas de relajación entre otros.

## Breve relación de hechos importantes
En el tiempo
| Año                       | Acontecimiento |
| ------------------------- | --- |
| Años 40 Y 50              | Acceso por Transporte Público |
| 1950                      | Asambleas informativas acerca de la evolución del amparo interpuesto ante la Suprema Corte de Justicia de la Nación |
| 1950                      | Toma de protesta del Comité Pro-Mejoras de la colonia Olivar del Conde |
| 1950-1955                 | Lotificación de los terrenos |
| 1951                      | Transporte de los primeros colonos hacia las asambleas |
| 1952                      | Invitación y celebración de las primeras Fiestas Patrias en el Olivar del Conde |
| 1953                      | Primeros servicios de transporte público de la línea "Ruta de Villa Álvaro Obregón-Olivar del Conde-Santa Lucía" |
| 1955                      | Los primeros habitantes o colonos aportaron donaciones a la CFE para iniciar las labores de introducción de energía eléctrica en el Olivar del Conde |
| 1955                      | La profra. Guadalupe S. Zamora atendió a una de las cuadrillas de trabajadores de la CFE que participaron en las instalaciones de la energía eléctrica en la colonia. El jefe de Colonias, el Lic. Rafael Suárez Zocaña puso en marcha el servicio de abastecimiento de energía eléctrica en el Olivar del Conde |
| 11 de noviembre de 1951   | Iglesia de Santa Cecilia (primer templo católico de la colonia) |
| 1970 aproximadamente      | Se construye e inaugura el Mercado Olivar del Conde en la segunda sección |
| 1990-1995 aproximadamente | Se rellenaron algunas de las antiguas minas del Olivar del Conde, pues la mayoría del terreno ya estaba fincado y significaban un peligro inminente de deslave y hundimiento del terreno |
| 2020                      | Según datos de la Secretaría de Salud, la primera y segunda sección del Olivar del Conde se consideran en semáforo rojo por los altos índices de contagio por la pandemia del SARS-Cov-2 |

## Relatos relacionados

### La leyenda del Conde de Olivares
Durante esos años en que comenzó la Colonia Olivar del Conde y debido a la poca población existente, se empezaron a suscitar algunas leyendas urbanas tales como "la aparición del conde” en la cual mencionan a este personaje que en un momento se cree fue el dueño de esas tierras, y el cual penaba por las noches dejándose ver aproximadamente entre las 12:00 y 1:00 a.m. llevando una trayectoria que iba de el límite de la colonia hasta una de las minas más grandes en ese entonces (1950-1965) cuando aún no había una urbanización en su totalidad y gran parte del territorio era terracería, cubierta de árboles, este se plantaba en un paisaje un tanto tenebroso, en ausencia de luz solo dejándose ver un tanto con el resplandor que emitía la luna, pasando el en su caballo a toda velocidad vigilando a la colonia. Y hace algunos años las señoras que en el origen de esta colonia bajaban a lavar al río aseguran que lo llegaron a ver... Y a sus casas llegaban sin aliento del susto tan grande que se habían llevado.

### La leyenda de la llorona
Existe otra relato el cual cita a una imagen ya un tanto conocida a la cual llamaban "La Llorona" esta leyenda esta ubicada en tiempos coloniales, sin embargo no se sabe la causa real de su aparición, cabe mencionar las similitudes en el tiempo y el panorama que ocupa según los relatos para mostrarse ante la gente puesto que es citado en un ambiente solitario y con poca población de forma regular por las noches en puntos fijos como barrancas, ríos y/o prados abandonados con la icónica frase “¡Ay, mis hijos!”. Mucha gente testificó verla rondando en un horario que iba de la 1 a.m. a 3 a.m., relatando ver a una dama de vestimenta blanca muy bella del rostro y silueta con un estado de ánimo triste que los inducía a acompañarla, y de pronto así de la nada desaparecía, acercándolos a un precipicio por lo regular a barrancos o ríos.